# Génétique classique
La génétique classique est une approche génétique cherchant à identifier les gènes responsables du phénotype des mutants. Cette méthode s'oppose à la génétique inverse, qui va du gène muté au phénotype.